# Pandémie de Covid-19 au Canada
Pour un article plus général, voir Pandémie de Covid-19.
- Cas suspectés
- Cas confirmés : 0–999
- Cas confirmés : 1000–9999
- Cas confirmés : 10 000-49 999
- Cas confirmés : 50 000-99 999
- Cas confirmés : 100 000-299 999
- Cas confirmés : 300 000+

La pandémie de Covid-19 au Canada débute officiellement le 28 janvier 2020. À la date du 24 octobre 2022, le bilan est de 46 025 morts.

## Chronologie
Le 17 janvier 2020, l'Agence des services frontaliers du Canada (ASFC) met en place une signalisation dans les aéroports de Toronto, Vancouver et Montréal pour sensibiliser le public au virus et ajoute une question de dépistage sur les kiosques électroniques pour les passagers en provenance du centre de la Chine; cependant, il n'y a aucun vol direct de Wuhan vers le Canada.
Le 23 janvier, la ministre de la Santé Patty Hajdu déclare que cinq ou six personnes sont surveillées pour détecter des signes du virus, dont au moins une au Québec et une autre à Vancouver.
Le 29 janvier, le gouvernement du Canada émet un avis aux voyageurs pour éviter les voyages non essentiels en Chine en raison de l'éclosion. Le gouvernement publie également un avis régional de voyage pour éviter tout voyage dans la province du Hubei — y compris les villes de Wuhan, Huanggang et Ezhou — en raison de l'imposition de restrictions de voyage importantes pour limiter la propagation du virus. Le même jour, le ministre des Affaires étrangères, François-Philippe Champagne annonce qu'un avion sera envoyé pour rapatrier les Canadiens des régions touchées par le virus en Chine. À la suite des avis aux voyageurs émis par le gouvernement canadien, Air Canada suspend tous ses vols directs vers la Chine jusqu'au 29 février au moins.
Les Canadiens coincés dans des régions de la Chine touchées par le coronavirus sont informés au début de février qu'ils peuvent quitter le pays une fois qu'un avion affrété sera en mesure de voler dans le pays, [Passage à actualiser] mais pas leurs conjoints ou enfants de nationalité chinoise.
Le 25 février, Air Canada prolonge la suspension de son vol entre le Canada et Pékin et Shanghai jusqu'au 10 avril. La suspension de vol de Toronto à Hong Kong est également prolongée jusqu'au 30 avril.
Le 26 février, la ministre de la Santé encourage les citoyens à stocker des aliments et des médicaments en cas d'épidémie.
Le 6 mars, le gouvernement du Canada investit 26,8 millions de dollars sur deux ans pour accélérer l'élaboration, la mise à l'essai et la mise en œuvre de mesures de gestion de l'éclosion de Covid-19. Les fonds investis soutiendront 47 équipes de recherche de 19 universités canadiennes qui généreront de nouvelles données sur la façon de faire face à l'éclosion de Covid-19.
Le 9 mars, le gouvernement canadien, par l'entremise de son ministre des Affaires étrangères François-Philippe Champagne, annonce qu'il évacuera les ressortissants à bord du paquebot de croisière Grand Princess, qui se trouve toujours au large des côtes de la Californie, avec au moins 21 cas à bord de contamination par un coronavirus. Il y a 237 Canadiens à bord, représentant 230 passagers et 7 membres d'équipage. Le gouvernement a également déconseillé aux gens de prendre des bateaux de croisière.
Le 10 mars, le ministre fédéral des Ressources naturelles, Seamus O'Regan, annonce également sur Twitter qu'il est en isolement volontaire. Un de ses collègues du caucus, Anthony Housefather, avait annoncé le jour précédent qu'il s'était isolé à son domicile de Montréal après avoir été informé qu'il avait participé à un événement il y a plus d'une semaine avec une personne infectée par le nouveau coronavirus à Washington DC. Le même jour, la ministre fédérale des Aînés, Deb Schulte, estime également qu'il serait « plus sage » de ne pas rendre visite aux aînés si vous vous sentez malade ou présentez des symptômes du coronavirus. La ministre fédérale du Tourisme, Mélanie Joly déclare aux journalistes à Ottawa le même jour qu'elle avait parlé aux chefs de la direction de WestJet et d'Air Canada pour avoir une meilleure idée des défis auxquels ils sont confrontés.
Toujours le 10 mars, Air Canada suspend ses vols entre le Canada et l'Italie alors que le nombre de cas de coronavirus et de décès continue d'augmenter dans le pays européen.
Le 18 mars, la frontière entre le Canada et les États-Unis est déclarée fermée pour tout déplacement non-essentiels et concerne les citoyens des deux pays, ainsi que les touristes étrangers qui voudraient passer d'un pays à l'autre.

Nombre de nouveaux cas (bleu) et nombre de décès (rouge) - lissage dégressif, coordonnées logarithmiques. Après une montée épidémique violente en mars 2020 atteignant un pic fin avril, l'épidémie reprend mi-septembre.

La vaccination sur le sol canadien commence en décembre 2020, le vaccin Pfizer–BioNTech étant le seul homologué en date du 10 janvier 2021. Toutefois, les livraisons des doses de ce vaccin, fabriquées en Europe, sont retardées à partir de la mi-janvier 2021 à la suite de modifications apportées aux installations européennes de Pfizer qui visent à augmenter sa capacité de production. Tous les pays qui utilisent le vaccin Pfizer-BioNTech sont dans la même situation.

### Réactions
Depuis le 7 mars 2020, le Canada émet un avis de santé de voyage de niveau 3 pour la Chine, l'Iran et le nord de l'Italie, déconseillant les voyages non essentiels dans les régions.
Le festival international du court métrage de Saguenay (ville) appelé Festival Regard qui devait avoir lieu du 11 au 15 mars 2020 est annulé le lendemain de la soirée d'ouverture soit le 12 mars.
La société de commerce électronique Shopify annule sa conférence Shopify Unite, qui devait avoir lieu du 6 au 9 mai 2020 à Toronto. Le Championnat du monde féminin de hockey sur glace 2020 qui devait se tenir à Halifax et à Truro, en Nouvelle-Écosse, du 31 mars au 10 avril, est annulé le 2 mars par la Fédération internationale de hockey sur glace par crainte d'une éventuelle propagation du virus.
Plusieurs chaînes décontractées rapides, dont Starbucks et Tim Hortons, suspendent l'utilisation autorisée de tasses réutilisables par les clients. Tim Hortons suspend également la distribution physique des gobelets pour sa promotion populaire «Roll Up the Rim to Win» (qui se déroule généralement en mars) et la transfère vers un modèle uniquement numérique, citant des préoccupations selon lesquelles la manipulation des gobelets usagés serait rachetée par les gagnants pourraient représenter un risque pour la santé dans l'environnement actuel. L'édition 2020 avait déjà l'intention de transférer une grande partie de la promotion vers l'application du programme de fidélité de l'entreprise en tant que démarche environnementale,,.
Le 9 mars, la ministre de la Santé et des Services sociaux du Québec n'exclut pas de demander l'annulation des Championnats du monde de patinage artistique de l'Union internationale de patinage qui auront lieu du 16 au 22 mars au Centre Bell.
Les Canadiens de Montréal, les Maple Leafs de Toronto, les Jets de Winnipeg, les Flames de Calgary et les Canucks de Vancouver déclarent le même jour que les entrevues des journalistes avec leurs joueurs après les matchs et l'entraînement auront désormais lieu à l'extérieur des vestiaires, une mesure préventive liée à l'épidémie de coronavirus,,,,.
Donald Trump fait pression sur le Canada et ses alliés européens pour le maintien des cas suspects du Covid-19 dans ces pays le 12 mars. Il décide aussi de fermer ses frontières avec le Canada et le Mexique.
Justin Trudeau, bien que ne présentant aucun symptôme, décide de s'isoler le 12 mars parce que sa femme, Sophie Grégoire-Trudeau, a contracté le virus après être revenue de Londres.
Le parti de gauche Québec solidaire réclame la mise en œuvre immédiate d’un « revenu garanti ».
La ministre de l’Énergie de l'Alberta, Sonya Savage (en), déclare que la pandémie constitue le « meilleur moment pour construire un pipeline, parce que les gens ne peuvent pas manifester ».
Au 31 janvier 2021, le pays compte plus de 20 000 morts. Au 5 septembre 2021, le pays compte plus de 27 000 morts.

## Par région

### Alberta
Le 12 mars 2020, l'Alberta annonce l'interdiction de toutes les réunions de plus de 250 personnes. Elle recommande également de ne pas voyager à l'étranger et demande à tout Albertain revenant d'un voyage international de s'isoler pendant quatorze jours.
Le 13 mars 2020, la Cour du Banc de la Reine de l'Alberta annonce que tous les procès devant jury devant commencer après cette date ont été reportés. Les procès devant jury qui sont en cours se poursuivront. L'Alberta ferme le 15 mars 2020 ses écoles et universités en plus des garderies.
Le 24 novembre 2020, pendant la seconde vague de Covid-19, le premier ministre de l'Alberta Jason Kenney annonce une série de mesures visant à réduire la propagation du coronavirus, dont « Interdiction des rassemblements à l’intérieur, fermeture de certaines entreprises et passage à l'enseignement en ligne pour une partie des élèves ». Elles seront en vigueur pendant trois semaines.
Le 8 décembre, le premier ministre « ordonne la fermeture des bars, des restaurants et de nombreux commerces dans le cadre de nouvelles restrictions annoncées mardi en fin d'après-midi pour lutter contre la propagation de la COVID-19 ». Tous les rassemblements, à l'extérieur et à l'intérieur, sont interdits. Le port du masque est obligatoire partout dans la province (sauf à la maison). Les commerces de détail, les centres d'achat et les lieux de cultes peuvent rester ouvert, mais doivent se limiter à 15 % de leur capacité. Les lieux qui étaient déjà fermés depuis le 27 novembre le restent. Ces mesures sont effectives dès le 8 décembre. Jason Kenney demande aux Albertains de fêter Noël « uniquement avec les personnes vivant dans leur foyer ». L'ensemble de ces mesures vise à protéger le système de santé albertain à la suite d'une augmentation marquée du nombre d'hospitalisations. Toutefois, les écoles restent ouvertes,. Le 22 décembre 2020, le gouvernement albertain autorise les personnes seules à « assister à un évènement unique entre le 23 et le 28 décembre ».
Le 29 décembre 2020, les premiers vaccins contre la Covid-19 sont administrés, la province déclarant avoir fait vacciner 7 000 personnes ce jour-là. Le lendemain, les autorités promettent d'augmenter la cadence quotidienne de vaccination.

### Colombie-Britannique
Le premier cas en Colombie-Britannique est signalé le 28 janvier 2020. La personne était revenue de Wuhan et a commencé à ressentir des symptômes le 26 janvier, l'auto-isolement commençant immédiatement.
Le premier cas dans l'intérieur de la Colombie-Britannique est signalé le 14 février. La personne était récemment revenue de Chine et s'isolait d'elle-même.
Le premier cas dans la région sanitaire de Fraser est signalé le 20 février. Il s'agit également du premier cas en Colombie-Britannique où la personne a voyagé en Iran. La personne commence immédiatement à s'isoler.
Les deux premiers cas parmi les résidents du Lynn Valley Care Centre à North Vancouver sont signalés le 7 mars. Leur contamination serait dû à un membre du personnel qui avait été testée positive au coronavirus le 5 mars, ce qui en ferait le premier cas de transmission communautaire au Canada.
Le 8 mars, l'éclosion de Lynn Valley cause le premier décès au Canada ; la personne est un octogénaire avec des problèmes de santé préexistants,. Ce centre de soins devient la pire éclosion au Canada, avec 54 cas à la date du 20 mars et 8 décès. Cette éclosion peut être liée à des cas ultérieurs dans un autre foyer pour personnes âgées et un hôpital à North Vancouver.
Les deux premiers cas de la Colombie-Britannique liés au Grand Princess sont également signalés le 7 mars. Ils sont hospitalisés.
Le 16 mars, trois nouveaux décès sont annoncés par la province. Le 14 mars, la Colombie-Britannique avait signalé 73 cas. L'une des personnes diagnostiquées du coronavirus est décédée. Soixante-cinq cas sont liés à des voyages internationaux, tandis que huit sont des cas communautaires. Au total, 2 803 tests sont effectués en Colombie-Britannique. Le 23 mars, 472 cas sont signalé au total, dont 13 décès et 100 rétablissements.

### Île-du-Prince-Édouard
Le 16 mars 2020, le premier ministre Dennis King annonce que le cabinet provincial a déclaré l'état d'urgence sanitaire en vertu de la Loi sur la santé publique. La déclaration d'urgence confére des pouvoirs spéciaux à l'administrateur en chef de la santé publique de la province, qui pourra émettre des ordonnances de s'abstenir d'assister à des rassemblements publics, d'aligner les ressources là où elles sont le plus nécessaires et de gérer les hôpitaux et autres établissements de soins de santé et services d'ambulance. Le premier ministre annonce également que le Cabinet a créé un fonds de prévoyance Covid-19 de 25 millions de dollars et envisage également d'autres options, telles que la surveillance des chaînes d'approvisionnement, la rémunération du personnel de garde d'enfants et la réduction des activités du gouvernement pour réduire l'interaction avec le public. Le 21 mars, tous les nouveaux arrivants à l'Île-du-Prince-Édouard sont invités à s'isoler pendant deux semaines, et le filtrage de tous les voyageurs commence à l'aéroport de Charlottetown, au pont de la Confédération et au terminal de traversier pour le service des Îles-de-la-Madeleine à partir de Souris,,,.

### Manitoba
La réponse initiale du Manitoba aux premiers cas de coronavirus dans la province est de déconseiller les voyages internationaux et de demander à quiconque revenant de voyager de s'isoler pendant quatorze jours. Cependant, le 20 mars 2020, le premier ministre Brian Pallister annonce un état d'urgence en vertu de la Loi sur les mesures d'urgence provinciale, en vigueur pendant 30 jours. L'ordonnance restreint les rassemblements publics à 50 personnes au maximum, oblige les magasins de détail et les transports en commun à imposer une distanciation sociale, limite les entreprises d'accueil et les théâtres à 50 personnes ou la moitié de leur capacité normale, la moins élevée des deux, et ferme toutes les installations de fitness. La violation de l'ordonnance peut entraîner des amendes pouvant atteindre 50 000 $ ou six mois d'emprisonnement. Tout en soulignant la nécessité de mesures de distanciation sociale, Pallister souligne également la nécessité de rester en contact les uns avec les autres. « La distanciation sociale ne signifie pas l'isolement social », déclare-t-il. Se référant à des amis et des membres de la famille particulièrement vulnérables, il ajoute : « Contactez-les, assurez-vous qu'ils ont le sentiment d'être connectés à vous. Assurez-vous qu'ils sont capables de faire confiance qu'ils font partie d'un monde qui n'est pas juste leur chambre. » Le 21 mars, un centre de dépistage au volant ouvre ses portes à Winnipeg, sur un site près de l'Hôpital général de Victoria. Comme pour les centres de test sans rendez-vous, une référence est nécessaire pour utiliser le centre de test au volant. Au 21 mars 2020, il y a quatre autres centres d'examen sans rendez-vous à Winnipeg, ainsi que des centres d'examen à Brandon, Thompson, Selkirk, Flin Flon, Steinbach et The Pas,,.

### Nouveau-Brunswick
Le 13 mars 2020, le gouvernement provincial annonce que toutes les écoles du Nouveau-Brunswick fermeront leurs portes jusqu'au 30 mars. Les garderies ne sont pas affectées par l'annonce, mais seront fermées à compter du 16 mars 2020. Le 16 mars, le médecin hygiéniste en chef, la Dre Jennifer Russell, recommande que tous les espaces publics et certaines entreprises ferment à partir du 17 mars. Ils demandent également aux restaurateurs de limiter le nombre de clients à 50 % de la capacité de leurs salles à manger. Les commandes à emporter, les livraisons et les services au volant sont autorisés. Le gouvernement annonce également la fermeture de tous les services publics non essentiels jusqu'à nouvel ordre. Le 19 mars, le premier ministre du Nouveau-Brunswick, Blaine Higgs, déclare l'état d'urgence dans la province, élargissant la liste des fermetures,.
La province reçoit les premières doses du vaccin Pfizer–BioNTech contre la Covid-19 le 15 décembre 2020 et procède à des vaccinations dès le lendemain. Le 3 janvier 2021, les autorités déclarent vouloir rouvrir la circulation non essentielle avec les provinces voisines lorsque le taux de vaccination sera de 70 %. De plus, elles vont analyser les taux de vaccination des provinces voisines avant d'autoriser la libre circulation. Selon Santé Canada, la moitié de la population canadienne sera vaccinée à la fin juin 2021 ; la province craint donc pour son industrie touristique puisque le nombre de touristes dans la province est maximal pendant les mois d'été.

### Nouvelle-Écosse

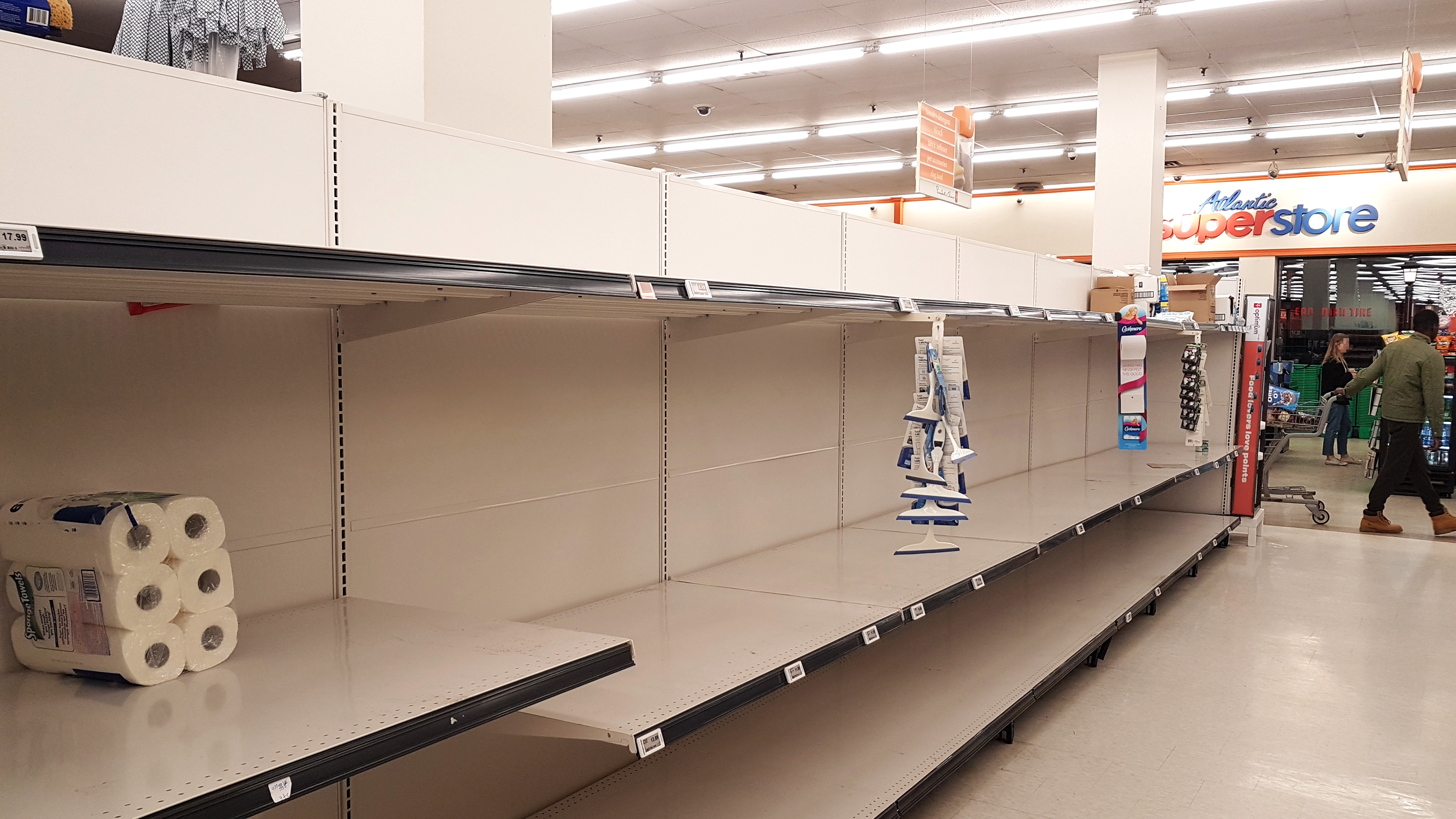
Étagères vides dans l'allée de papier hygiénique, Halifax, le 12 mars 2020

Les premiers cas présumés en Nouvelle-Écosse sont annoncés par le médecin hygiéniste en chef de la province le 16 mars 2020. Le 17 mars, la province interdit les rassemblements de plus de 50 personnes, ordonne la fermeture des bars et restreint les restaurants au service de plats à emporter uniquement. Le lendemain, la Nouvelle-Écosse ordonne également la fermeture de tous les gymnases et installations de services personnels (comme les salons de coiffure, les spas et les salons de tatouage). Le 22 mars, la Nouvelle-Écosse déclare l'état d'urgence assorti de restrictions importantes; tous les groupes de plus de 5 personnes sont interdits, tous les parcs provinciaux sont fermés à compter de ce jour, et à compter du 23 mars, des projections seront exigées à tout point d'entrée en Nouvelle-Écosse, et toute personne entrant dans la province (même au pays, sauf ceux qui livrent des marchandises et services dans la province) devront légalement s'auto-isoler pendant 14 jours. En outre, les forces de l'ordre sont autorisées à appliquer des amendes aux particuliers et aux entreprises qui contreviennent aux ordonnances du médecin-hygiéniste en chef

### Nunavut
Le 18 mars 2020, les Inuits de Rankin Inlet ont bloque la route menant à la mine d'or locale dans le but de garder leur région exempte de Covid-19. Le 18 mars, le ministre de la Santé du Nunavut annonce que le gouvernement territorial a déclaré l'état d'urgence de santé publique, sur l'avis de l'administrateur en chef de la santé publique. En expliquant la décision, l'administrateur en chef de la santé publique a déclaré que même si aucun cas n'a été signalé au Nunavut, « si nous attendons que Covid-19 soit en ville pour ajuster nos activités, il sera trop tard ». Mesures annoncées, notamment encourager l'auto-isolement, fermer les barreaux et réduire les traitements médicaux non essentiels,.
Le 23 mars 2020, l'administrateur en chef de la santé publique du Nunavut, Michael Patterson, demande aux personnes non essentielles de l'extérieur du territoire de ne pas se rendre au Nunavut.
Les communautés inuites présentent un facteur de risque supplémentaire car aussi concernées par une épidémie de tuberculose. En 2020, un inuit a environ 300 fois plus de risques de contracter la tuberculose qu'un non-autochtone née au Canada.
Fin mars 2020, des cas de Covid-19 avaient déjà touché des communautés inuites mais pas encore le Nunavut. À Clyde River (uniquement accessible par avion), les sites médicaux de base existent mais ne disposent pas de tests Covid-19 en quantité suffisante ; comme le recommande l'OMS, la communauté s'organise, et se prépare à des situations d'urgence.
L'OMS promeut les approches innovantes centrées sur la personne contre la tuberculose pendant la pandémie de Covid-19. L' Ilisaqsivik Society et SeeChange Initiative ont développé des outils communautaires contre la tuberculose, notamment basés sur le partage d'information, la formation, la télémédecine, l'approvisionnement en matériel d'hygiène, des enquêtes et le port du masque ; Ces outils pourraient être élargis à la Covid-19.

### Ontario

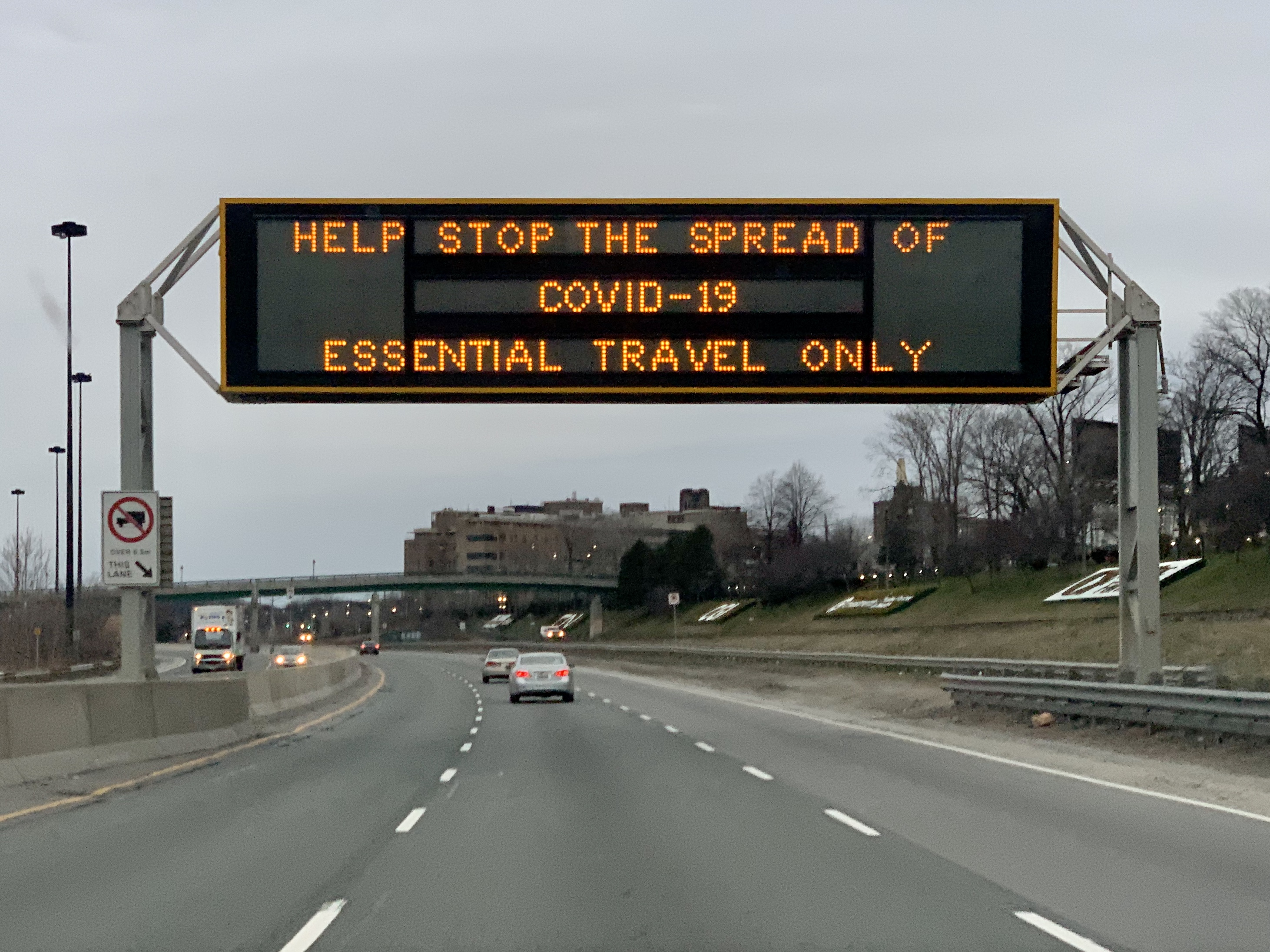
Panneau sur la Gardiner Expressway, à Toronto, qui encourage les automobilistes à ne prendre leur voiture que pour les déplacements essentiels.

Le 25 janvier, le premier cas présumé au Canada est admis au Sunnybrook Health Sciences Centre (en) de Toronto et placé dans une chambre à pression négative. Le patient, un homme d'une cinquantaine d'années qui a voyagé entre Wuhan et Guangzhou avant de retourner à Toronto le 22 janvier, a contacté les services d'urgence à la suite de l'apparition rapide de symptômes. La présomption d'infection chez le patient a été établie après un test rapide effectué au laboratoire de Toronto Public Health (en). Les tests finaux effectués au Laboratoire national de microbiologie (en) de Winnipeg valident la confirmation présumée le 25 janvier. Les autorités déclarent que le patient souffrait de problèmes respiratoires mais qu'il était dans un état stable. Son état s'est par la suite amélioré et il est libéré de l'hôpital le 31 janvier.
Le 27 janvier, le médecin hygiéniste en chef de l'Ontario annonce que l'épouse de l'homme est le deuxième cas présumé. Ce cas est confirmé le lendemain. Les autorités ont indiqué qu'elle était en bon état et qu'elle était asymptomatique.
Le 31 janvier, le troisième cas en Ontario (et le quatrième au Canada) est signalé dans la ville de London. S'agissant d'une femme dans la vingtaine, cette dernière arrive asymptomatique à Toronto le 23 janvier 2020. Le lendemain, la dame commence à présenter des symptômes et est transportée au London Health Sciences Centre. Le même jour, le gouvernement de l'Ontario signale que 17 cas font l'objet d'une enquête relevant de sa compétence provinciale. Les responsables déclarent que la plupart des personnes faisant l'objet d'une enquête attendent des résultats alors qu'elles sont isolées à leur domicile. Au 30 janvier, le médecin hygiéniste adjoint de l'Ontario déclare que la province a effectué un total de 67 tests avec 38 résultats négatifs. Les responsables ont déclaré que tous les cas possibles, y compris les résultats négatifs précédents, étaient à nouveau testés à mesure que des évaluations supplémentaires devenaient disponibles.
Le 24 février, un quatrième cas présumé en Ontario est annoncé. Il s'agit d'une femme dans la vingtaine qui s'est présentée à l'hôpital le 21 février avec des symptômes après son voyage à Wuhan. La femme est testée localement avec un résultat positif et l'échantillon est envoyé au Laboratoire national de microbiologie de Winnipeg. Le 24 février, les responsables de la santé de l'Ontario déclarent que les trois cas précédents en Ontario ont été « résolus », ce qui signifie que les patients ont obtenu deux résultats de test négatifs consécutifs à 24 heures d'intervalle et que le « système fonctionne ».
Le 5 mars, l'Ontario signale trois autres cas de virus, pour un total de 23 dans la province, et des cas à Toronto, Kitchener et Mississauga sont signalés. Les trois cas proviennent respectivement d'Iran, d'Italie et du bateau de croisière Grand Princess. Il est également annoncé qu'un autre cas en Ontario a été résolu.
Cinq cas, deux importés d'Iran et du Grand Princess et un de Las Vegas, sont signalés le 6 mars. Le 8 mars, quatre autres cas seraient importés du Colorado, de Washington DC, de la France et de l'Allemagne, ce qui porte le total à 32,,.
Le 9 mars, l'Ontario confirme deux nouveaux cas de coronavirus, ce qui porte le nombre total de cas dans la province à 34. Il s'agit d'un octogénaire et d'un septuagénaire de Toronto ayant voyagé en Iran, où les cas de Covid-19 se sont multipliés dans les dernières semaines.
Au ministère de la Santé et des Soins de longue durée de l'Ontario, Christine Elliott supervise le plan d'urgence pour le virus.
Le 10 mars, un contact étroit avec un cas précédent et un homme qui s'est rendu en Suisse sont confirmés respectivement comme 35e et 36e cas en Ontario. Plus tard le même jour, un homme de Sudbury qui a assisté à la conférence de l'Association canadienne des prospecteurs et entrepreneurs (PDAC) à Toronto les 2 et 3 mars est confirmé comme le 37e cas positif et le premier dans le nord de l'Ontario.
Le 23 mars, le gouvernement Ford annonce que tous les commerces jugés non essentiels devront fermer le soir du 24 mars.
Le 3 avril, Ford dévoile des modèles qui projettent le nombre de décès et de cas prévus en Ontario.
Le 21 décembre, le gouvernement de l'Ontario ordonne le confinement de la province au complet du 26 décembre 2020 au 9 janvier 2021. Dans le Sud de l'Ontario, le confinement est prolongé jusqu'au 23 janvier. Pendant cette période, l'Ontario renonce à son code de couleur, préférant appliquer ou pas les restrictions maximales région par région. Le 26 décembre 2020, le ministère de la Santé de l'Ontario annonce la découverte du même variant de la Covid-19 que celui détecté au Royaume-Uni chez un couple qui n'a pas voyagé à l'extérieur du pays, mais a été en contact avec quelqu'un ayant voyagé au Royaume-Uni. Dans la foulée de cette annonce, le gouvernement de l'Ontario projette d'imposer le dépistage de tout voyageur arrivant à l'aéroport international Pearson de Toronto, avec ou sans le soutien du gouvernement du Canada.
Le 12 janvier 2021, la province déclare 5 000 morts des suites de la Covid-19. 82 hôpitaux ontariens sont aux prises avec des éclosions de Covid-19, ainsi que plus de 250 maisons de retraite. La même journée, le gouvernement de l'Ontario déclare l'état d'urgence dans toute la province à partir du 14 janvier, « pour au moins 28 jours ». « Le tiers des Ontariens ont fait fi des consignes de la santé publique au cours du dernier mois ». Seuls les déplacements essentiels sont autorisés, peu importe l'heure de la journée. Les rassemblements extérieurs sont limités à cinq personnes. Plusieurs catégories de magasins voient leurs heures d'ouverture réduites. Le premier ministre Doug Ford a déclaré que les magasins à grande surface acceptent de longues files d'attente, ce qui selon lui serait un facteur aggravant. Les chantiers de construction sont restreints. Les forces policières ont « le pouvoir de disperser les foules à l'intérieur et à l'extérieur » et d'émettre des contraventions pour un montant minimal de 500 CA$ par personne. Plusieurs hôpitaux ont atteint leur capacité d'accueil.

### Québec
À l'instar d'une bonne partie des États de la planète, le Québec met en place des politiques sanitaires exceptionnelles et prône des comportements-barrière pour l'ensemble de la population. Ainsi, par exemple, des mesures de distanciation physique sont mises en place afin d'aplatir la courbe, anticipée exponentielle, des malades en détresse nécessitant des soins intensifs, soins que ne saurait donner à tous le système hospitalier public et privé de la province.
Le gouvernement a également comme objectif d'augmenter rapidement la capacité de soins du système de santé québécois. Le personnel soignant est donc mobilisé et on procède à l'augmentation des quantités d'équipement de protection contre la maladie, ainsi que du nombre de respirateurs artificiels et de lits médicalisés disponibles. À partir de la mi-mars 2020, la province met également des efforts significatifs sur le dépistage du virus et le confinement des infectés.
L'urgence sanitaire est déclarée le 13 mars 2020 par le gouvernement du Québec, forcant la fermeture de nombreux lieux publics, dont les écoles, et interdisant les rassemblements de plus de deux personnes. Le télétravail doit être privilégié pour tous les secteurs et types d’emplois où il est possible de travailler à distance. C'est le début du confinement. Plusieurs mesures sanitaires s'ajouteront au cours des mois de mars de d'avril. Ces mesures seront assouplies, certaines seront retirées, à partir de mai selon un plan en six phases.

### Saskatchewan
Citant des inquiétudes quant au potentiel d'une éclosion imminente dans la province, le premier ministre Scott Moe annonce le 12 mars qu'il ne poursuivra pas d'élections provinciales anticipées. La prochaine élection générale de la Saskatchewan est prévue pour le 26 octobre 2020. Le 13 mars 2020, à la suite du deuxième cas présumé dans la province, son gouvernement annonce des restrictions sur les rassemblements de plus de 250 personnes dans un espace intérieur contigu, ainsi que sur les rassemblements de plus de 50 personnes s'ils comprennent des participants ayant récemment voyagé à l'étranger. Des exceptions sont autorisées pour les magasins de détail. Une exception pour les organisations confessionnelles est supprimée le 16 mars. En tant qu'employeur, le gouvernement de la Saskatchewan réduit fortement les déplacements interprovinciaux et internationaux pour les affaires gouvernementales de tous les employés provinciaux. Il prévoit également que les employés provinciaux qui ont voyagé à l'extérieur du pays, que ce soit pour des raisons professionnelles ou pour des voyages personnels, doivent s'isoler pendant quatorze jours à leur retour.
Le 17 mars 2020, le gouvernement annonce qu'il retarde la présentation du budget provincial, car les prévisions de recettes publiques sous-jacentes ne sont plus fiables, compte tenu de la situation actuelle. Le gouvernement annoncera les dépenses prévues, y compris pour le secteur des soins de santé, ce qui entraînera une augmentation du financement. Le même jour, l'Assemblée législative adopte des modifications à la loi provinciale sur l'emploi, afin d'offrir une sécurité d'emploi non rémunérée aux employés pendant la pandémie. Les amendements sont adoptés avec le soutien des deux parties. Le lendemain, l'Assemblée législative ajourne sa séance de printemps, avec le consentement de l'opposition. La Saskatchewan déclare l'état d'urgence le 18 mars, qui comprend une interdiction de tous les rassemblements de 50 personnes ou plus, limitant la capacité des restaurants et des lieux similaires à un maximum de 50 ou la moitié (selon le plus bas des deux), la fermeture obligatoire de toutes les installations de conditionnement physique, les casinos et les salles de bingo, transférant toutes les entités du gouvernement provincial et les sociétés d'État au travail à distance le 23 mars, autorisant la Saskatchewan Health Authority (en) à « redéployer des infirmières et d'autres membres du personnel et à veiller à ce que des fournitures médicales et de l'équipement de protection individuelle soient disponibles en cas de besoin et à réduire les risques d'exposition à nos fournisseurs de soins et à nos patients », et déconseillant les déplacements non essentiels à l'extérieur de la province.
Le 20 mars, le premier ministre Moe signe une ordonnance autorisant les règlements émis en vertu de l'état d'urgence par le gouvernement ou le médecin-chef, exécutoires en vertu de la loi provinciale. Les organismes chargés de l'application des lois sont autorisés à appliquer ces mesures, qui peuvent être passibles d'amendes ou d'arrestations. Le gouvernement annonce par la suite que tous les voyageurs revenant de la Saskatchewan depuis l'extérieur du pays (y compris les États-Unis), et ceux identifiés comme étant des contacts étroits de personnes testées positives, sont légalement tenus de s'auto-isoler pendant 14 jours, passibles d'une amende de 2 000 $. Les voyageurs essentiels tels que les équipes de travail, les travailleurs des transports et les travailleurs de la santé sont exemptés. À compter du 23 mars, tous les rassemblements de 25 personnes ou plus sont interdits à moins que tous les clients soient capables de maintenir une distance de 2 mètres les uns des autres. Les restaurants, bars et discothèques doivent passer au service de plats à emporter uniquement; les bars et les discothèques ne peuvent le faire que si les clients sont capables de maintenir une distance de 2 mètres les uns des autres. Toutes les installations de loisirs, de divertissement et de services personnels doivent fermer.
Les gouvernements municipaux de Gravelbourg et de la capitale provinciale Regina déclarent leur propre état d'urgence avec des restrictions plus strictes que celles appliquées par la province. Regina interdit toutes les réunions publiques de plus de cinq personnes ou plus (en dehors de la maison ou du lieu de travail ou des services essentiels) et ordonne la fermeture de magasins de détail dans des catégories spécifiques aux achats en personne (y compris les vêtements, les meubles, les jeux, les articles de sport et jouets) à compter du 23 mars. Gravelbourg ordonne également que toutes les entreprises soient fermées au public pendant 14 jours (la livraison et le ramassage sur le trottoir seraient toujours autorisés), et que seuls cinq employés au maximum pourront se trouver dans un immeuble à la fois. Le maire Michael Fougere déclare qu'il espère que le gouvernement provincial « examinera [ces restrictions] au fil du temps et dira qu'il est d'accord avec [elles] ». Le 22 mars, la province publie un communiqué de presse indiquant que « si une municipalité met en œuvre une ordonnance qui fournit des normes contraires, la province prendra des mesures pour faire en sorte que la mesure d'urgence provinciale prenne le pas ». La ministre des Relations gouvernementales, Lori Carr, explique qu'« en cette période de grande incertitude, il est de la plus haute importance que nous assurions la sécurité aux résidents de la Saskatchewan et que nous nous efforcions de minimiser la confusion ».

### Terre-Neuve-et-Labrador
Le 18 mars, le ministre de la Santé John Haggie déclare une urgence de santé publique dans la province, ordonnant à tous les voyageurs revenant de l'extérieur du pays de s'isoler pendant 14 jours. Les arénas, les bars, les cinémas et les installations de remise en forme sont fermés et les restaurants ne peuvent fonctionner qu'à moitié. Ces exigences sont passibles d'amendes de 2 500 $ et jusqu'à six mois d'emprisonnement pour les particuliers et 50 000 $ pour les sociétés, et elles se multiplieront après chaque violation. Le 20 mars, la province étend l'auto-isolement requis par la loi à tout voyageur revenant dans la province, y compris les voyages intérieurs,.

### Territoires du Nord-Ouest
Le 18 mars, les Territoires du Nord-Ouest annonce qu'une urgence de santé publique sera en vigueur jusqu'au 1er avril. Le 20 mars, le gouvernement annonce la fermeture de ses frontières à partir du 21 mars, à quelques exceptions près. Les personnes autorisées devront s'auto-mettre en quarantaine pendant 14 jours. Le gouvernement annonce un programme de secours pour les coronavirus de 13,2 millions de dollars. Les mesures d'allègement comprennent également le report des paiements normalement dus au gouvernement, le report des paiements des prêts étudiants et l'augmentation du financement de l'aide sociale,.

### Yukon
Le 18 mars 2020, le Yukon déclare une urgence de santé publique. Bien qu'aucun cas ne soit signalé au Yukon, plus de 100 personnes sont testées. À la suite de la déclaration d'une situation d'urgence, les écoles sont fermées jusqu'à la fin des vacances de Pâques, les installations de loisirs publiques intérieures sont fermées et les hôpitaux sont fermés aux visiteurs, à quelques exceptions près. Le dimanche 22 mars 2020, à la suite de l'annonce des deux premiers cas du Yukon, le gouvernement annonce plusieurs nouvelles restrictions. Le gouvernement recommande la suspension de tous les déplacements non essentiels à destination et en provenance du Yukon, ainsi que la suspension de tous les déplacements non essentiels dans les régions rurales du Yukon. Les Yukonnais qui reviennent au Yukon au cours des 30 prochains jours doivent s'isoler pendant 14 jours. Les bars sont fermés immédiatement, tandis que les restaurants doivent réduire de 50 % les places assises et seront limiter aux commandes à emporter et aux livraisons à compter du jeudi 26 mars 2020. Les salons de coiffure, les salons de coiffure, les massothérapeutes, les salons de tatouage et les salons de manucure doivent fermer. Le 25 mars 2020, les réunions de plus de dix personnes sont interdites et les Yukonnais présentant des symptômes pseudo-grippaux ne doivent assister à aucun rassemblement social,.

### Autochtones
Le 19 mars, la nation crie de Pimicikamak, dans le nord du Manitoba, restreint l'accès aux voyageurs essentiels, et le chef David Monias déclare que les Dénés de Sayisi et d'autres font de même. Le Conseil de la nation haïda déclare qu'il décourage tous les voyages des non-résidents vers les îles « pour le moment ». Le 24 mars, les communautés mohawks de Kahnawake et Kanesatake dans la région de Montréal annoncent qu'ils fermeront leurs entreprises à des personnes extérieures à leur communauté.
Le 9 avril 2020, 90 scientifiques de la santé et des médecins signent une lettre ouverte afin de partager leurs préoccupations quant aux répercussions de la Covid-19 sur les communautés autochtones. Les signataires craignent que les restrictions des déplacements contribuent à aggraver l'insécurité alimentaire, qui est déjà quatre fois supérieure à la moyenne canadienne, car les communautés autochtones éloignées des grands centres urbains dépendent du transport de nourriture pour subvenir à leurs besoins. Étant donné le surpeuplement des logements ainsi que leur insalubrité, ils appréhendent également que la recommandation de demeurer à la maison accentue les problèmes sociaux et de santé existants. Alors que le gouvernement fédéral annonce un soutien financier de 100 millions de dollars pour les banques alimentaires, ils rappellent que les communautés autochtones y auraient difficilement accès puisqu'elles ne font pas partie des systèmes alimentaires locaux et régionaux.

## Mesures

### Campagne de vaccination

#### Approbation et approvisionnement des vaccins contre la Covid-19 au Canada
| Vaccin                                                 | Avancement               | Doses commandées    | Approbation de Santé Canada | Déploiement                                           |
| ------------------------------------------------------ | ------------------------ | ------------------- | --------------------------- | ----------------------------------------------------- |
| Pfizer–BioNTech                                        | essai clinique phase III | 40-76 millions      | 9 décembre 2020             | 14 décembre 2020                                      |
| Moderna                                                | essai clinique phase III | 44 millions         | 23 décembre 2020            | 31 décembre 2020                                      |
| Oxford-AstraZeneca                                     | essai clinique phase III | 23,9 millions       | 26 février 2021             | 10 mars 2021                                          |
| Janssen (Johnson & Johnson)                            | essai clinique phase III | 10-38 millions      | 5 mars 2021                 | 24 novembre 2021                                      |
| Novavax (Centre de production de produits biologiques) | essai clinique phase III | jusqu'à 76 millions | 17 février 2022             | - Saskatchewan: 11 avril 2022 - Québec: 13 avril 2022 |
| Medicago                                               | essai clinique phase III | jusqu'à 76 millions | 24 février 2022             | En attente                                            |
| GSK/Sanofi Pasteur                                     | essai clinique phase III | jusqu'à 72 millions | En attente                  | En attente                                            |

### Recherche
Le 14 février 2020, les instituts de recherche en santé du Canada (en) mettent à jour la possibilité de financement sur le coronavirus pour tenir compte des discussions tenues et des priorités établies au récent forum de l'OMS. La mise à jour comprend notamment l'utilisation du nouveau nom officiel de la maladie (Covid-19), la précision des domaines de recherche et l'inclusion d'un nouveau partenaire, Génome Canada, qui porte le financement total à 6,75 millions de dollars.
Le 11 mars, Trudeau présente un investissement de 275 millions de dollars visant à augmenter les capacités canadiennes en matière de recherche et développement dans le cadre de la réponse du Canada à la pandémie de Covid-19.
Des chercheurs de l’Institut de cardiologie de Montréal démarrent une étude à grande échelle visant à tester l'anti-inflammatoire colchicine contre la détresse respiratoire causée par la Covid-19. Leur objectif est de recruter 6 000 patients atteints de la Covid-19 et à risque de développer des symptômes graves. À l’Université de Calgary, un chercheur collaborera avec un groupe international de cliniciens et de chercheurs en pédiatrie d'urgence afin de comprendre comment le coronavirus affecte les enfants et quel est le meilleur traitement à leur administrer en cas de contamination de la Covid-19.
Le 23 mars, le gouvernement annonce également une somme de 192 millions pour la création et la production de vaccins au Canada pour le nouveau coronavirus. L'entreprise Medicago de Québec fait partie des entreprises retenues par Ottawa,, ainsi que la firme vancouvéroise AbCellera (en), qui prévoit commencer des essais cliniques pour un traitement contre la Covid-19 en juillet.
À la fin de mars, huit essais cliniques de vaccins et de traitements ont été autorisés par Santé Canada.
Un millier de patients de partout au Canada et d'au moins 40 hôpitaux canadiens participeront à une étude internationale sur un traitement expérimental qui consiste à injecter des anticorps de patients guéris de la Covid-19 à ceux qui sont encore infectés. Les centres de dons à travers le Canada extrairont le plasma sanguin des patients récupérés et la Société canadienne du sang et Héma-Québec géreront les dons.

### Groupe de travail sur l'immunité
Le 23 avril, le premier ministre annonce la mise sur pied du Groupe de travail sur l'immunité face à la Covid-19 (en) sous la direction de Christopher David Naylor, Catherine Hankins, Tim Evans, Theresa Tam, Mona Nemer et autres responsables de la santé. Le groupe établira des priorités et assurera la coordination des échantillons de tests sanguins à travers le pays qui indiqueront l’étendue de la propagation du virus au Canada et permettront d’évaluer l’immunité et les vulnérabilités potentielles des populations canadiennes,.

### Équipement médical
Le 18 mars, le gouvernement fédéral annonce avoir signé un arrêté d’urgence pour accélérer l’accès des fournisseurs de soins de santé à des instruments médicaux liés à la Covid-19, notamment des tests de diagnostic.
Le 21 mars, le gouvernement fédéral s’est entendu avec diverses compagnies et même des fabricants automobiles pour que ceux-ci augmentent la production de masques et de respirateurs artificiels, incluant l’entreprise AMD Medicom, basée à Pointe-Claire, qui fabrique des chemises et des masques médicaux, et Thornhill Medical, de Toronto, qui fabrique des respirateurs artificiels. Travaux publics et Services gouvernementaux Canada a lancé un appel à des fournisseurs qui sont en mesure de fournir des produits et des services.

#### Tests
Début avril 2020, l'entreprise française BioMérieux accepte de faire don de sa recette de produit réactif au Laboratoire national de microbiologie, afin que le Canada soit en mesure de produire rapidement davantage de tests pour la Covid-19. Le 13 avril, un test de dépistage Covid-19 portable et rapide est approuvé par Santé Canada. L’appareil portatif a été nommé le « cube Spartan » par l’entreprise de biotechnologie basée à Ottawa qui l’a développé, Spartan Bioscience. Le gouvernement de Québec a déjà commandé 200 000 de ces tests.

#### Respirateurs artificiels
Trudeau annonce le 7 avril que 30 000 respirateurs artificiels additionnels seront fabriqués au Canada dans les prochaines semaines, après l'annonce, le mois dernier, du programme fédéral. Les fabricants sont CAE, Thornhill Medical, Ventilators for Canadians et d'un groupe dirigé par StarFish Medical.
Le gouvernement collabore également avec le chercheur Arthur B. McDonald, qui dirige une équipe de scientifiques dans les laboratoires nationaux TRIUMF (en), les Laboratoires Nucléaires Canadiens et le laboratoire de physique SNOLAB pour développer un ventilateur facile à produire à l'aide de pièces facilement accessibles.

#### Masques
Alors que de plus en plus de pays restreignent l'exportation de masques N95, Novo Textiles à Coquitlam prévoit devenir le premier fabricant de masques et respirateurs N95 au Canada. La production de masques chirurgicaux commence le 7 avril et la production de respirateurs N95 devrait commencer deux semaines plus tard. Le premier ministre de l'Ontario, Doug Ford, annonce le 7 avril que The Woodbridge Group produit maintenant des masques du type « ASTM niveau trois », en collaboration avec l'Université McMaster,.
Le gouvernement fédéral a une entente à long terme pour acheter de masques chirurgicaux et N95 fabriqués au Québec par AMD Medicom, qui fournira de 30 à 50 millions de masques par année au gouvernement. L’usine d’équipement de hockey d’élite de CCM à Saint-Jean-sur-Richelieu a commencé à développer un prototype de masque 10 fois plus performant que les N95.
Le 6 avril, Dre Theresa Tam, l'administratrice en chef de l'Agence de la santé publique du Canada, annonce que le port d'un masque non médical est suggéré comme moyen additionnel aux normes de distanciation sociale lorsque celles-ci sont plus difficiles à respecter, comme dans les transports en commun ou les épiceries.
Une usine de production de masques chirurgicaux ouvre ses portes à Louiseville en Mauricie. Entreprise Prémont est associée à des partenaires aux expertises variées – Delta Cosmetics, Vêtements Flip Design et Gestion Hardy-Girard, spécialisée dans la filtration de l’air – pour produire et distribuer des masques à usage unique.
Le 24 avril, le gouvernement canadien indique qu’environ un million de masques KN95 importés de Chine, similaires aux N95, ne répondaient pas à ses normes et n’ont donc pu être distribués au personnel de santé.

#### Visières
Le 29 mars, le Québec annonce qu'il commande 300 000 visières à la compagnie Bauer pour approvisionner le personnel du réseau de la santé. Des visières de protection sont également fabriquées à Drummondville, par le Groupe DPI.

#### Blouses
Le fabricant d'équipement de gardien de but Brian's Custom Sports produit 18 000 blouses médicales dans son usine de Kingsville, dans le sud-ouest de l'Ontario. Le 7 avril, le gouvernement du Canada annonce une série de commandes d'entreprises canadiennes pour des blouses médicales de Stanfield's (en) et Intertape Polymer Group (en), ainsi que 22 fabricants de vêtements, dont Arc'teryx et Canada Goose. Au Québec, l'entreprise Médi-Sécur à Terrebonne produit une blouse lavable et réutilisable, et Tricots Liesse annonce le 16 avril qu'elle prévoit de ramener une centaine de travailleurs licenciés pour produire des blouses médicales pour le ministre de la Santé et des Services sociaux.

#### Désinfectant
Des producteurs de boissons alcoolisées se sont mobilisés pour produire du désinfectant pour les mains, y compris Labatt et de nombreux distillateurs de spiritueux,,.

### Hôpitaux temporaires
Le Québec met en place des hôpitaux temporaires durant la pandémie, notamment à l'hôtel Place Dupuis et à l'Aréna Jacques-Lemaire à LaSalle, avec l'aide de la Croix-Rouge canadienne,.

### Consignes de sécurité
Le 23 mars, le gouvernement canadien annonce investir 30 M$ dans une campagne publicitaire visant à rappeler les consignes de sécurité en vigueur au Canada.

### Aide aux industries
Trudeau annonce que son gouvernement débloque 5 milliards de dollars pour aider les agriculteurs canadiens à traverser la crise actuelle et à poursuivre leurs activités.

### Rapatriement
Le gouvernement offre un prêt de 5 000 $ aux Canadiens qui sont coincés à l'étranger, et organise des vols commerciaux pour les rapatrier.

### Arts et médias
Jusqu’au 31 mars, les artistes et de groupes canadiens recevront des cachets de 1 000 $ pour offrir une prestation en direct diffusée sur la page Facebook du Centre national des Arts. Le 23 mars, l’École nationale de théâtre du Canada à Montréal annonce l’octroi d’une aide spéciale sous la forme de bourses. En avril, l’Office national du film du Canada met en ligne des ressources gratuites pour les parents, enfants et enseignants. Télé-Québec propose à partir du 13 avril plusieurs émissions à destination des élèves du préscolaire, du primaire et du secondaire, qui sont en confinement chez eux depuis la fermeture des établissements scolaires.
À la suite de la série de concerts virtuels Together at Home, l'émission canadienne Tous ensemble/Stronger Together est diffusé le 26 avril sur Bell Média, Radio-Canada, Corus, V, Global, CTV, le groupe Rogers et d’autres diffuseurs, en soutien aux travailleurs de première ligne de la Covid-19. Céline Dion, Bryan Adams, Shania Twain, Michael Bublé, Marie-Mai et plusieurs autres artistes y participent.

### Tribunaux
Les tribunaux de tout le pays adoptent des mesures pour réduire les contacts avec le public, tout en maintenant l'accès aux tribunaux. La Cour suprême du Canada ferme le bâtiment aux visites publiques, tout en conservant la possibilité de déposer des documents pour les cas par voie électronique. Il ajourne également les appels qui devaient être entendus en mars, à des dates en juin. D'autres tribunaux donnent la priorité aux affaires qui sont entendues, accordant généralement la priorité aux procès pénaux en cours et aux procès en matière de protection de la famille et de l'enfance, tout en ajournant la plupart des affaires pendantes à des dates ultérieures,.

### Maisons de retraite
Les conditions de vie des pensionnaires de certaines maisons de retraite privées soulevent l'indignation de l'opinion publique, en particulier au Québec. Au CHSLD Herron (en) à Dorval, en banlieue de Montréal, 31 personnes sur 150 résidents sont décédées entre le 13 mars et le 11 avril. L'établissement est placé sous tutelle de la Santé publique et une enquête criminelle contre sa direction, « coupable de grosses négligences », est ouverte. Elle est soupçonnée de ne pas avoir pris les mesures adéquates en début d’épidémie, d’avoir refusé de transmettre les dossiers médicaux des résidents décédés et d’avoir laissé ces retraités dans des conditions sanitaires déplorables. Des membres du personnel soignant, arrivés dans la résidence à la suite de sa mise sous tutelle publique, témoignent de « visions de cauchemars ». « Des patients étaient affamés et assoiffés. Certains avaient été abandonnés avec leur couche souillée. Des pansements attendaient d’être changés depuis une éternité ». Une inspection en urgence est lancée dans les quarante maisons de retraite privées non conventionnées de la province. Le manque de personnel − sous-payé par rapport au secteur public – dans les établissements privés accroît les risques pour la population âgée.

### Forces armées
Le 3 avril, en réponse à la demande d'aide du gouvernement du Québec, le premier ministre du Canada annonce le déploiement des Rangers canadiens au Nunavik dans le but de soutenir l'installation d'infrastructures médicales. Plus tard dans le mois, les Rangers canadiens commencent leur travail dans une dizaine de communautés isolées de la Basse-Côte-Nord. Ils patrouillent les communautés pour rassurer et sensibiliser la population aux mesures de distanciation sociale en vigueur et rapporter aux autorités de santé publique tout signe de détresse psychologique.
Le 18 avril, à la suite d'une demande du Québec, environ 125 membres des Forces armées canadiennes ayant reçu une formation médicale seront déployés pour aider aux CHSLD,. Le 22 avril, Québec demande un autre 1 000 militaires, et l'Ontario devenue la deuxième province au pays à faire appel à l'armée pour lutter contre la pandémie.

### Environnement
Le premier ministre de l'Alberta, Jason Kenney, considéré comme un proche de compagnies pétrolières, profite de l’état d’urgence sanitaire provoqué par la pandémie pour les exempter de leur obligation de déposer périodiquement des rapports environnementaux. La construction de l’oléoduc Keystone XL commence le 6 avril, malgré le confinement.

## Statistiques

Nombre de cas au Canada depuis le début de l'épidémie.

Nombre de morts au Canada depuis le début de l'épidémie.

## Annulations d'événements
La plupart des annulations sont survenues le 12 mars ou après, lorsque plusieurs provinces ont interdit les rassemblements de 250 personnes ou plus.

### Culture
L'un des premiers événements à être annulé au Canada avait lieu au Québec. Il s'agit du Festival Regard sur le court métrage de Saguenay (ville) qui devait avoir lieu du 11 au 15 mars 2020. Le lendemain de la soirée d'ouverture, soit le 12 mars, l'événement a dû être annulé en raison des risques sanitaires. Il était déjà trop tard car le festival est de portée internationale, donc des gens de plusieurs pays étaient présents ce qui a mené a une éclosion au Saguenay-Lac-Saint-Jean.
Les prix culturels annulés ou repoussés incluent les prix Juno (Saskatoon, le 15 mars), les prix Écrans canadiens (Toronto, le 29 mars), les Canadian Folk Music Awards (Charlottetown, le 3 et 4 avril), et les prix du Gouverneur général pour les arts du spectacle.
Festivals annulés ou repoussés incluent le Festival international canadien du documentaire Hot Docs (Toronto, du 30 avril au 10 mai), le Festival du film de l'Outaouais (Gatineau, du 19 au 27 mars), et le Festival international des médias de Banff (du 14 au 17 juin). À Montréal, le festival Juste pour rire est reporté à l'automne, tandis que les Francos de Montréal et le Festival international de jazz de Montréal sont annulés.
Annulations des événements du Canada Reads de CBC Radio, prévus pour la semaine du 16 mars, et reportés à une date ultérieure
De nombreux musées et galeries d'art à travers le pays ont fermé leurs portes jusqu'à nouvel ordre.
Presque tous les théâtres locaux et autres salles de spectacles ont fermé entre le 13 mars et la mi-avril à fin avril ou mai. En général, le théâtre saisonnier annule toutes les représentations au cours de cette période, ce qui a entraîné une fin anticipée ou un début de saison retardé; tandis que des événements isolés sont reportés à une date ultérieure lorsque cela est possible.

### Sports
Hockey
Le 7 mars, la Fédération internationale de hockey sur glace (IIHF) annonce qu'elle a annulé le Championnat du monde féminin de hockey sur glace 2020, qui devait se tenir à Halifax et à Truro, en Nouvelle-Écosse, du 31 mars au 10 avril 2020.
La Ligue nationale de hockey (LNH) suspend les matchs de toutes les équipes le 12 mars, à l'instar des trois ligues membres de la Ligue canadienne de hockey. Hockey Canada et ses départements provinciaux annulent le reste de la saison de hockey sur glace 2019-2020 et suspendent toutes les activités sous son autorité ou en partenariat jusqu'à nouvel ordre. Cela inclut l'annulation de championnats nationaux, tels que la Coupe du Centenaire, la Coupe Telus et la Coupe Esso. La Ligue canadienne de hockey junior, l'organisme de direction des dix ligues juniors à travers le pays, annonce le 13 mars qu'elle annule la saison 2020 jusqu'à nouvel ordre. U Sports interrompt également ses championnats de hockey.
Le 25 mars, le repêchage d'entrée dans la LNH 2020, prévu le 26 et 27 juin à Montréal, est reporté à une date ultérieure.
Basketball
La NBA suspend le jeu de la saison régulière le 11 mars en raison du diagnostic d'un joueur du Jazz de l'Utah avec un coronavirus; toutes les équipes qui ont joué contre le Jazz au cours des 10 derniers jours - y compris les Raptors de Toronto (qui ont joué un match à l'extérieur contre le Jazz le 9 mars, dans le dernier match des deux équipes avant la suspension) - sont invités à subir l'auto-isolement de 14 jours. Le 13 mars, il est signalé qu'il n'y a eu aucun résultat positif parmi le personnel de l'équipe testé, mais qu'il continuera de s'auto-isoler sur ordre de la Santé publique de Toronto.
Football
La Ligue canadienne de football discute de plans de contingence. La LCF interdit l'accès à tous les complexes d'entraînement de ses clubs, sauf aux joueurs en rééducation, admis un à la fois.
Championnats
Les championnats internationaux annulés incluent le Championnat mondial de curling féminin (14 au 22 mars, Prince George), les Championnats du monde ISU de patinage artistique 2020 (en) (16 au 22 mars, Montréal) et le Championnat du monde féminin de hockey sur glace 2020, (31 mars au 10 avril, Halifax et de Truro).
Les compétitions nationales annulées comprennent les Jeux d'hiver de l'Arctique de 2020 (15 au 21 mars, Whitehorse) et les Championnats canadiens de ski de Nordiq Canada (en) (25 mars au 2 avril, Vernon, Colombie-Britannique). Vélo Québec annonce l'annulation de certains de ses événements, dont le Tour de l'île de Montréal.
Jeux olympiques
Le 22 mars, les comités olympiques et paralympiques canadiens prennent la décision de ne pas envoyer d'athlètes aux Jeux olympiques d'été de 2020 et lancent un appel d'urgence à reporter les Jeux d'un an. Le Canada est le premier pays à annoncer que ses athlètes ne se rendront pas à Tokyo en juillet.

## Impact économique

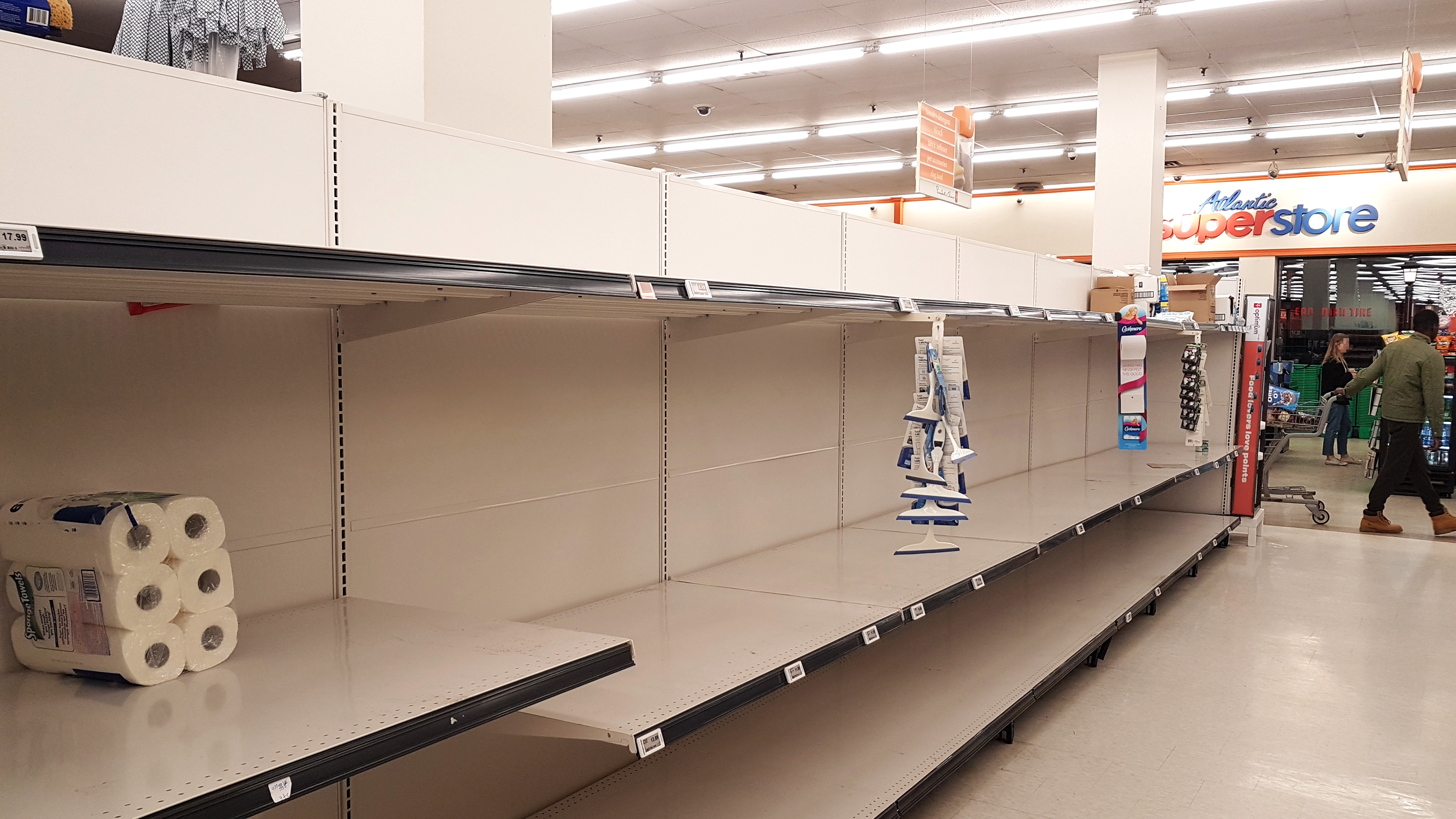
Des étagères vides dans l'allée de papier hygiénique d'un supermarché Atlantic Superstore à Halifax, en Nouvelle-Écosse, Canada, le 12 mars 2020, en raison d'achats liés à la panique due à l'épidémie de Covid-19.

### Bourse
La Bourse de Toronto (TSX) est fortement touchée par le krach boursier de 2020, avec une baisse globale de 12 % le 12 mars de l'indice composé S & P / TSX, sa plus forte baisse sur une journée depuis 1940, déclenchant deux fois les disjoncteurs du marché. La semaine du 9 au 13 mars est la pire semaine jamais enregistrée par le TSX. La chute, qui met fin à deux semaines de baisses régulières, est exacerbée par une guerre de la production de pétrole entre la Russie et l'Arabie saoudite. L'indice composé S & P / TSX perd encore 10 % le 16 mars, ce qui interrompt la négociation une troisième fois en huit jours. L'indice clôture à 12 360,40 points le 16 mars, en baisse de plus de 30 % par rapport à avant le krach à 17 944 enregistré le 20 février.

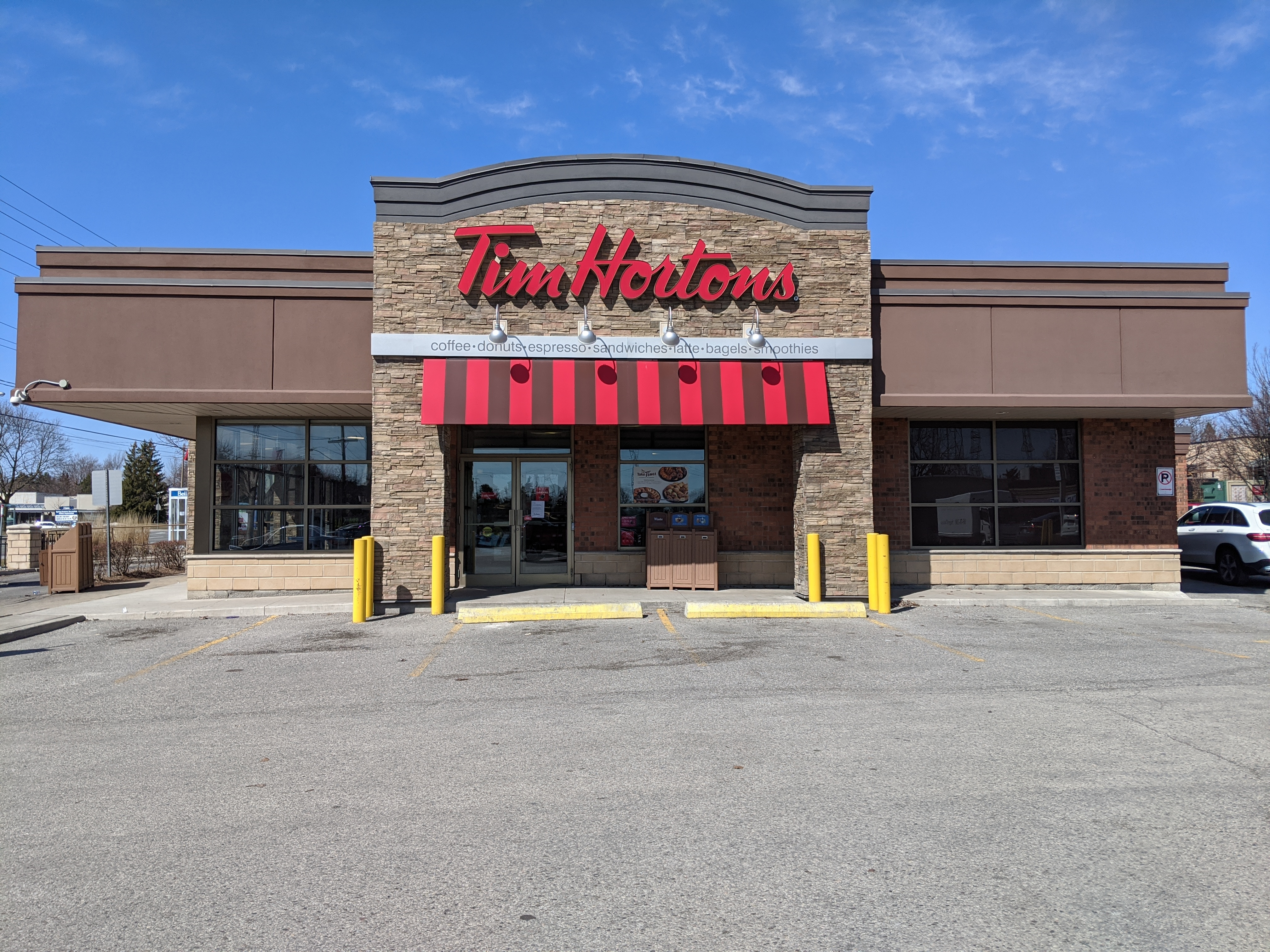
Tim Hortons près de Toronto, un samedi après-midi, pendant la pandémie de Covid-19

### Pratiques commerciales
Air Canada et WestJet annulent tous les vols vers Pékin, Shanghai et Rome; et réduissent les vols vers Hong Kong, Tokyo et Séoul WestJet annonçant le 16 mars que tous les vols internationaux, y compris vers les États-Unis, sont suspendus d'ici le 22 mars. Le 18 mars, la compagnie aérienne régionale Porter Airlines annonce qu'elle suspendra tous ses vols jusqu'en juin. Dans le même esprit, Air Canada annonce le 18 mars que d'ici le 1er avril, tous les vols internationaux seront suspendus, avec seulement 6 aéroports à l'extérieur des États-Unis et 13 aéroports américains toujours desservis. Ces «ponts aériens» (vers Londres, Paris, Francfort, Delhi, Tokyo et Hong Kong) permettront aux Canadiens de rentrer chez eux et seront exploités au moins jusqu'au 30 avril. Seuls l'aéroport international de Vancouver, l'aéroport international Pearson de Toronto, l'aéroport international Pierre-Elliot Trudeau de Montréal et l'aéroport international de Calgary acceptent toujours les vols internationaux. Plusieurs restaurants décontractés rapides, dont Starbucks et Tim Hortons, suspendent l'utilisation permise des tasses réutilisables par les clients. Tim Hortons modifie simultanément sa promotion populaire "Roll up the Rim to Win" en un modèle exclusivement numérique (la chaîne avait déjà annoncé son intention d'augmenter son utilisation de composants numériques pour la promotion afin de lutter contre les détritus). Starbucks et Tim Hortons annoncent par la suite, les 15 et 16 mars respectivement, qu'ils suspendront tous deux les repas et les sièges en magasin,.
Les principales chaînes de cinémas Cineplex Divertissement et Landmark limitent initialement de moitié la capacité de leurs salles de cinéma individuelles (Landmark utilisant ses systèmes de sièges réservés pour également imposer une distanciation sociale et imposant une utilisation unique de chaque tasse jetable ou sac de pop-corn en utilisant de nouveaux pour les recharges). Le 16 mars, les deux chaînes annoncent que tous les sites sont fermés jusqu'à nouvel ordre, Cineplex visant une réouverture le 2 avril. De nombreux fabricants canadiens de produits alimentaires limitent leur production à leurs articles les plus populaires afin de répondre à la demande accrue des gens qui stockent et mangent à la maison.
Postes Canada enregistre des volumes de colis « comparables à la période des Fêtes » pendant la pandémie puisque les Canadiens effectuent une plus grande partie de leurs achats en ligne.

### Plan de relance gouvernemental
Le 19 avril 2021,le gouvernement canadien dépose son budget 2021-2022, qui inclut un plan de relance économique de 101,4 milliards de dollars sur trois ans pour aider la relance après la pandémie. Le budget inclut aussi 17,6 milliards pour une reprise verte.
Le 5 mai 2021, le directeur parlementaire du budget déclare que seulement 69 milliards de dollars du plan pourront être considérés comme faisant partie d'un plan de relance. Il déclare aussi que le plan de relance surestime les gains en emploi. Des critiques similaires ont été déclarées face au plan de relance américain datant de la même période,.

### Logement
Le 25 mars, le Centre canadien de politiques alternatives relève que près de la moitié des locataires avaient moins d’un mois d’assise financière devant eux, un quart ne disposant pas plus d’une semaine d’avance sur leurs dépenses.

### Agro-alimentaire
À la mi-juin, à la suite du décès de deux de ses travailleurs temporaires en raison de la maladie, le Mexique annonce la suspension de l'envoi de 5 000 travailleurs temporaires le temps de faire la lumière sur les circonstances entourant ces morts. Selon l'ambassadeur de ce pays, environ 300 travailleurs mexicains œuvrant au Canada sont atteints de la Covid-19.

### Poursuite contre les manifestants s'opposant à ces mesures
Des manifestants protestant contre les mesures sanitaires dont un collectif appelé Farfadaas,, ont été poursuivis pour méfait et complot mais ne seront pas finalement incarcérés comme ils le croyaient précédemment initialement à la suite de ces événements,, l'un des accusés se réservant le droit de faire appel, les représentations sur peine sont organisées le 19 avril 2023 ; les accusés plaident initialement leur droit à la liberté d'expression dans cette affaire.